# Alberto Cirio
Alberto Cirio, né le 6 décembre 1972 à Turin, est un avocat et un homme politique italien. Membre de Forza Italia, il est président de la région du Piémont depuis 2019.

## Biographie
Diplômé en droit de l'université de Turin, il exerce la profession d'avocat. 
Il est candidat aux élections municipales en 1995 à Alba sur une liste de la Ligue du nord et, bien que non élu, il est nommé maire adjoint, fonction qu'il occupe jusqu'au 25 octobre 1997. Il devient cependant conseiller municipal en avril 1998, à la suite de la démission d'un conseiller. Il est de nouveau maire adjoint de 1999 à 2004, date à laquelle il rejoint Forza Italia et est réélu au conseil municipal. 
L'année suivante, il est élu au conseil régional du Piémont et abandonne son mandat municipal. Réélu en 2010, il devient alors assesseur à l'Éducation, au Tourisme et au Sport dans la junte régionale dirigée par Roberto Cota.
Lors des élections européennes de mai 2014, il est élu député pour la circonscription nord-ouest et siège au sein du groupe du Parti populaire européen (PPE).
Le 29 mars 2019, il est désigné comme candidat du centre-droit lors des élections régionales du Piémont le 26 mai suivant. Il est élu président de la région en obtenant 49,86 % des voix et prend ses fonctions le 10 juin suivant.